# بتوله

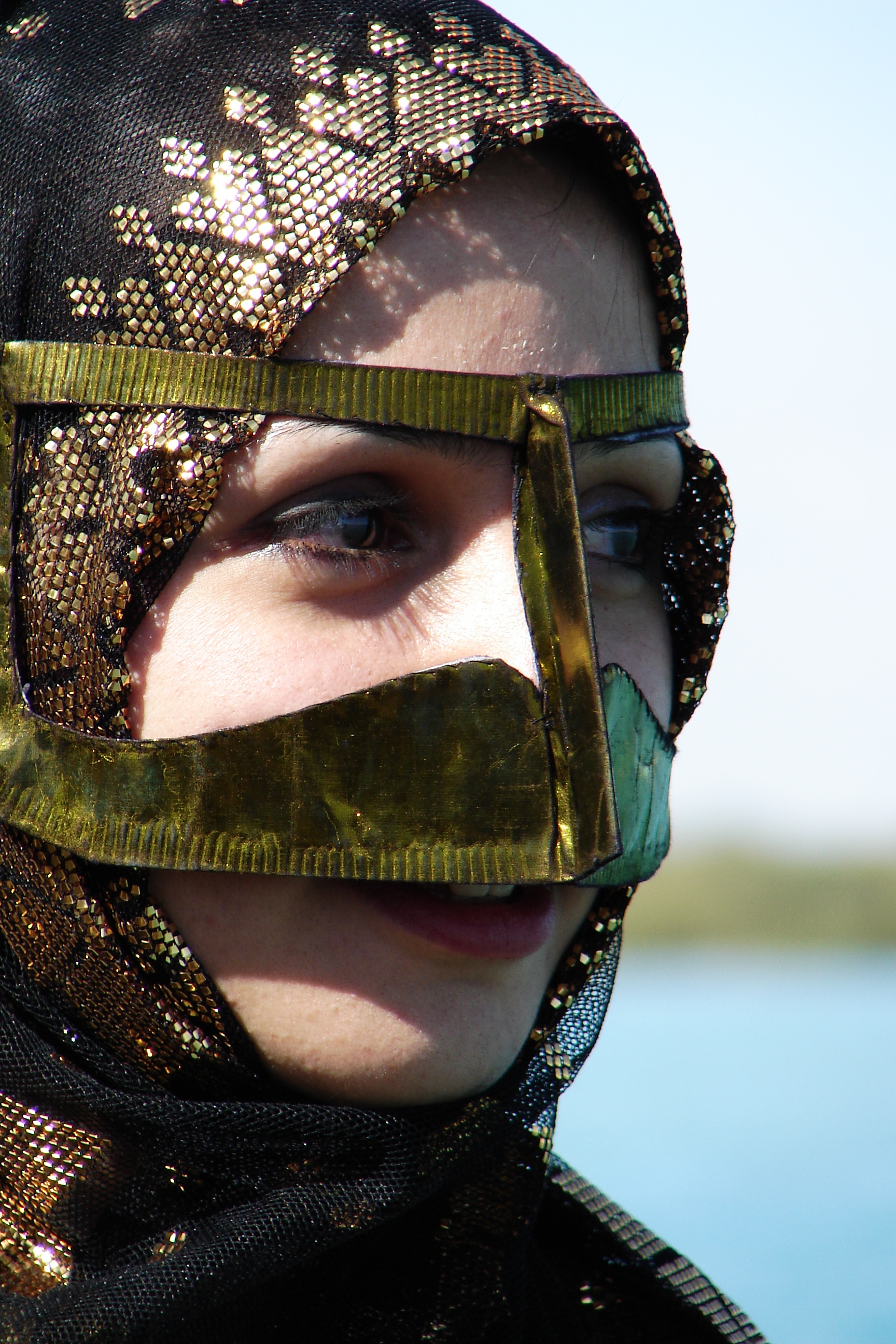
یک زن ایرانی که بتوله فلزی بر صورت دارد

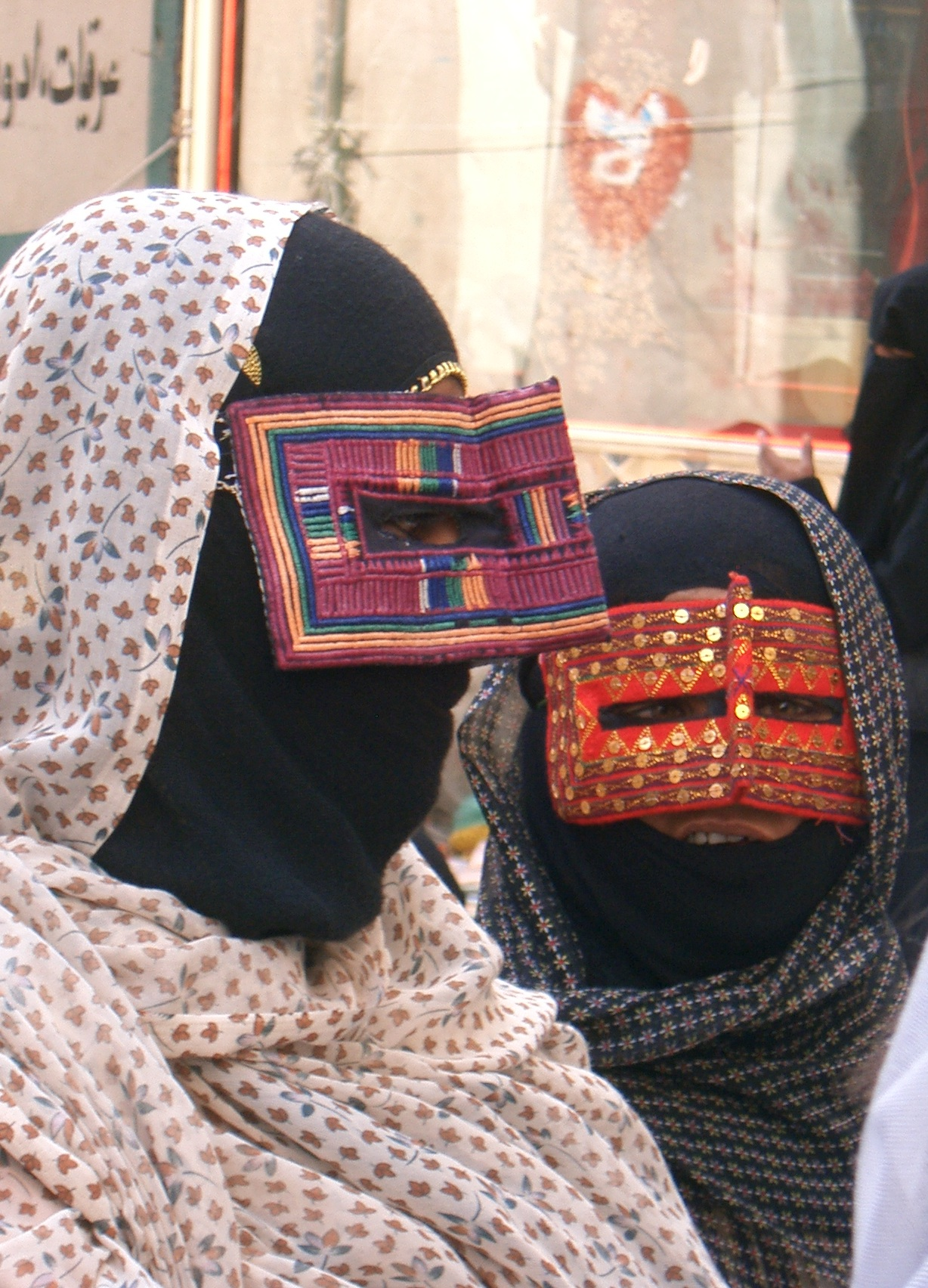
زنانی که در جنوب ایران بتوله پارچه‌ای بر صورت دارند

بتوله یا بطوله نقابی است بر روی چهره زنان و جزئی از حجاب زنان ایران در استان هرمزگان و بوشهر به ویژه شهرستان بندرلنگه، شهرستان پارسیان، عسلویه، کنگان و مناطق مشرف به خلیج فارس به ویژه قطر است.

## ریشه‌شناسی
- بتوله برگرفته از واژه «بتول» و دارای معانی گوناگونی می‌باشد از جمله: بریده، گسلنده، گسسته از ازدواج، پاکدامن، پارسا و جز اینها.
- بطوله به معنای زن شجاع است؛ چون زنان با این نقاب به مردان متشبه می‌شوند.

## تاریخچه
میان بتوله و کاربرد آن یک نوع رابطه و همبستگی ایجاد کرد. شاید انتخاب واژه بتوله برای این وسیله در طول زمان به خاطر کاربرد پوشاندن زنان این وسیله باشد. در مورد تاریخچه آن، زمان مشخصی را نمی‌توان در نظر گرفت. در گذشته که بیشتر مردان این شهرستان برای کار، راهیِ کشورهای حوزة خلیج فارس می‌شدند، بتوله را به عنوان ارمغان برای زنان خود می‌آوردند. از دیگر موارد موجود در مورد چگونگی ساخت و تهیه این وسیله که به دورة صفوی برمی گردد، یعنی زمانی که پرتغالیان وارد بوشهر شدند، کارگرانی که در این منطقه کار می‌کردند، در تابستان از شدت تابش خورشید در رنج بودند و ناچار برگ درخت «لیر» را به عنوان محافظ به سر و صورت خود آویزان می‌کردند تا آفتاب سوزان چهره آنان را نیازارد. کم‌کم کارگران محلی نیز از همین شگرد برای محافظت سر و صورت خود از پرتغالی‌ها تقلید کردند.
زنان این کار را از برادران و شوهران خود یادگرفتند و زمانی که می‌خواستند برای جمع آوریِ هیزم یا خرما از خانه بیرون روند، چیزی به صورت خود آویزان می‌کردند تا آفتاب آنها را آزار ندهد. مردان که دیدند با این وضعیت، چهره زنان پوشیده می‌شود و غریبه یا نامحرم نمی‌تواند چهره زنان آنها را ببیند، اصرار داشتند که زنانشان همیشه از این نقاب استفاده کنند و این به مرور زمان به صورت عادت درآمد و چون کاربرد آن افزون بر جلوگیری از پرتو خورشید به منظور حجاب نیز به کار رفت، با گذشت زمان به صورت سنت درآمد. برپایه این گفته، بتوله پیشترً برای مردان کاربرد داشته است نه زنان. بتوله انواع گوناگونی دارد مانند:
- بتوله باریک و ظریف
- بتوله پهن و سیاه
- بتوله گل دار
- بتوله توری

امروزه شمار زنانی که بتوله می‌پوشند همواره رو به کاهش است.